# Kalyanji Anandji
Kalyanji Anandji est le nom de scène de deux frères compositeurs indiens du Gujarat, Kalyanji Virji Shah (1928-2000) et Anandji Virji Shah (1933- ).
Ils ont composé ensemble plusieurs musiques de films, comme Don et Vishwas.

## Filmographie comme compositeur
- 1959 : Samrat Chandragupta
- 1960 : Chhalia
- 1963 : Bluff Master
- 1964 : Ji Chahta Hai
- 1965 : Himalay Ki God Mein
- 1965 : Jab Jab Phool Khile
- 1965 : Johar Mehmood in Goa
- 1968 : Saraswatichandra
- 1969 : Mahal
- 1969 : Bandhan
- 1969 : Vishwas
- 1970 : Johny Mera Naam
- 1970 : Safar
- 1970 : Chhoti bahu
- 1970 : Gopi
- 1971 : Maryada
- 1971 : Darpan Ko Dekha
- 1971 : Kathputli
- 1971 : Maryada
- 1971 : Paras
- 1972 : Apradh
- 1973 : Banarasi Babu
- 1974 : Haath Ki Safai
- 1976 : Bairaag
- 1978 : Muqaddar Ka Sikander
- 1978 : Don
- 1978 : Besharam
- 1985 : Yudh

## Récompenses
- 1965 : Cine Music Directors Award pour Himalay Ki God Mein
- 1968 : 1st National Award pour Saraswati Chandra
- 1974 : Filmfare Awards pour Kora Kagaz
- 1978 : 1st Platinum Disc by HMV pour Muqaddar Ka Sikandar
- 1st Platinum Disc by Polydor - Qurbani (1980)
- 1992 : IMPPA Award
- Padma Shri du Gouvernement de l'Inde
- 2003 : IIFA Awards (Afrique du Sud)
- 2004 : Sahara Parivar Award (Royaume-Uni)
- 2006 : BMI Award (États-Unis)

## Postérité
Leurs musiques sont samplées sur l'album Bombay the Hard Way: Guns, Cars and Sitars (en) (1999) de Dan the Automator.